# یواس‌ان‌اس کاسل کرویسدر (تی-ای‌جی‌ام-۱۶)
یواس‌ان‌اس کاسل کرویسدر (تی-ای‌جی‌ام-۱۶) (به انگلیسی: USNS Coastal Crusader (T-AGM-16)) یک کشتی است که طول آن ۳۸۸ فوت ۸ اینچ (۱۱۸٫۴۷ متر) می‌باشد. این کشتی در سال ۱۹۴۵ ساخته شد.